# Troccola
La troccola è un idiofono a percussione diretta, un tipo di strumenti musicali popolari composti di una tavola di legno su cui sono installate delle "maniglie" in metallo. Agitando la troccola le maniglie metalliche percuotono il corpo in legno producendo un suono caratteristico. 
I fedeli che la suonano per rispetto si tolgono il cappello e al termine la baciano, in particolare nei punti in cui vi è impresso il simbolo della Passione.
La troccola in alcuni luoghi prende il nome di crotola o crotalo, o anche di tocca. In alcuni casi è sostituita dalla tanavella fatta soltanto di legno, dove il suono è invece ottenuto facendo ruotare una parte dello strumento con un movimento centrifugo. Grazie a questo movimento un lembo di legno batte ripetutamente su una ruota dentata, producendo quindi il suono.
La troccola è utilizzata in processioni religiose e altri eventi della tradizione popolare dell'Italia meridionale, in particolare nei riti della Settimana Santa durante la quale è abolito l'uso delle campane. Servono a rievocare il fragore della terra su cui scesero le tenebre con la morte di Gesù, in quel buio che avvolge le Chiese, prima della luce della Resurrezione pasquale.
Viene suonata nelle funzioni liturgiche al posto della campanella, il cui uso è allora escluso, dal termine del Gloria della Messa nella Cena del Signore, celebrata la sera del Giovedì santo, fino all'inizio del Gloria della Veglia Pasquale. 

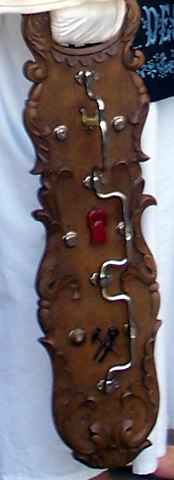
Troccola in legno di Taranto dell'Arciconfraternita del Carmine

Alcune manifestazioni popolari in cui viene usata la troccola sono:
- Processione del Venerdì Santo a Monte Sant'Angelo (FG)
- I riti del venerdì Santo a San Severo (FG)

- Processione dei Misteri e del Santo Legno di Rutigliano (BA)
- Processione Eucaristico-Penitenziale del Venerdì Santo a Barletta (BT)
- Processione del Cristo Morto e dell’Addolorata a Cannizzaro (CT)
- Settimana Santa di San Giorgio Morgeto (RC)
- Settimana Santa di Siculiana, Agrigento
- Settimana Santa di Gallipoli
- Processioni della Settimana Santa di Corato, Bari
- Settimana Santa di Ruvo di Puglia
- Processione dei Misteri di Castellana Grotte, Bari
- Settimana Santa di Taranto
- Settimana Santa di Massafra, Taranto
- Settimana Santa di Castellaneta, Taranto
- Settimana Santa di Palagianello, Taranto
- Settimana Santa di Pulsano, Taranto
- Settimana Santa di Faggiano, Taranto
- Settimana Santa di Leporano, Taranto
- Settimana santa di Maruggio, Taranto

- Settimana Santa di Lizzano, Taranto
- Settimana Santa di Talsano, Taranto
- Settimana Santa di Francavilla Fontana, Brindisi
- Settimana Santa avetranese ad Avetrana, Taranto
- Settimana Santa di San Piero Patti (ME)
- Settimana Santa di Itala (ME)
- Settimana Santa di Verbicaro (CS)
- Processione del Cenacolo di Reino
- Settimana Santa di Collesano (PA) ne la Cercha
- Settimana Santa Mesoraca,Crotone
- Settimana Santa di Aci Trezza, Catania
- Settimana Santa di Mineo, Catania
- Settimana Santa Rocca Santo Stefano (RM)
- Settimana Santa di Soleto (LE)
- Settimana Santa di Trabia (PA)
- La Trucculiata del giovedì Santo di Misilmeri (PA)
- Processione Eucaristica nel Venerdì Santo di Caldana (GR)
- Processione del Venerdì Santo a Gagliano Castelferrato (EN)
- Processione del Venerdì Santo In Atessa (CH)
- Processione del Venerdì Santo a Montescaglioso (MT)
- processione del venerdì Santo a Bisignano (CS)
- Processione dei Mestieri “Mistiari” del venerdì Santo a Sambiase di Lamezia Terme (CZ)
- Ricostruzione in costume dell'Ultima Cena e della Passione, seguita dalla processione del venerdì Santo, Ciciliano (RM)
- processione del Venerdì Santo a Casarano
- Processione del Venerdì Santo a Montalbano Jonico
- Processione dei Sacri Misteri del Sabato Santo a Mottola (TA)
- Processione dei Misteri del Venerdì Santo e dell'Addolorata, a mezzanotte del Giovedì Santo,  a Martina Franca ( Ta)

Viagrande (CT)
- processione del Venerdì Santo a Vittoria (RG)
- Via Crucis cittadina del Venerdì Santo a Gesualdo (AV)
- Dal gloria del giovedì Santo al gloria della veglia pasquale a Gandino (BG) tutte le funzioni religiose sono annunciate con la troccola che in dialetto gandinese si dice "Tóla". Il suono della tóla sostituisce in tutto e per tutto il suono delle campane.
- Torre del Greco (Na): viene usata dal venerdì Santo al Gloria della Veglia Pasquale al posto delle Campane. E in particolare nella processione del Venerdì Santo Via Matris per le strade del Centro Storico.